# 查利蒙特 (麻薩諸塞州)
查利蒙特（英語：Charlemont）是一個位於美國麻薩諸塞州富蘭克林縣的鎮。

## 人口
根據2020年美國人口普查的數據，查利蒙特的面積為68.30平方千米，當中陸地面積為67.20平方千米，而水域面積為1.10平方千米。當地共有人口1185人，而人口密度為每平方千米17人。